# Товариство вояків Армії УНР
Товари́ство Воякі́в А́рмії УНР  — комбатантська організація в Польщі, заснована 1924 у м. Каліші після ліквідації таборів інтернованих вояків і старшин Армії УНР у Польщі і переходу їх на статус політ. емігрантів; співпрацювало з Військ, міу-вом екзильного уряду УНР. Мета товариства — збереження вояцьких кадрів Армії УНР та матеріальна, правна і моральна допомога своїм чл Осідком Товариства був Каліш, згодом Варшава. Товариство вело культ.-осв. працю, видавало «Бюлетень», мало 4 філії. Довгий час гол. Товариства був ген. П. Шандрук; 1939 діяльність Товариства припинила нім. окупаційна влада.